# Granville Sharp

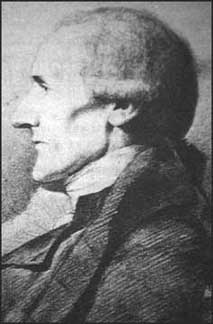
Granville Sharp

Granville Sharp (* 10. November 1735 in Durham; † 6. Juli 1813 in Fulham, London) war als autodidaktischer Jurist ein Gegner des Sklavenhandels und der Sklaverei und einer der Gründer der britischen abolitionistischen Bewegung. 

## Biografie
Sharp wurde als neuntes von 14 Kindern des Theologen und Schriftstellers Thomas Sharp (1693-1758) und seiner Frau Judith Wheler († 1757) geboren. Sein Großvater war der Yorker Erzbischof John Sharp. Sharp galt als ausgezeichneter Flötenspieler, zusammen mit seinen Geschwistern gab er Konzerte. Er war ein Kenner der lateinischen, altgriechischen und hebräischen Sprache, die er sich selbst beigebracht hatte. Mit fünfzehn Jahren wurde er einem Londoner Leinenhändler, der Quäker war, in die Lehre gegeben. Danach arbeitete er als Antiquar, Theologe und Sprachwissenschaftler, 1765 veröffentlichte er seine erste Schrift. 1757 wurde er Freeman der City of London und wurde Mitglied der Fishmongers Company. Bereits ein Jahr später arbeitete er als Beamter, wobei er 1776 sein Amt im Kriegsministerium aus Protest gegen den Krieg Großbritanniens mit den Dreizehn Kolonien niederlegte.

### Gründung der Abolitionistengesellschaft
Sein Kampf gegen die Sklaverei begann, als er sich 1765 für den misshandelten und dadurch fast erblindeten Sklaven Jonathan Strong aus Barbados einsetzte, der dem Anwalt David Lisle gehörte. Zusammen mit seinem Bruder und Arzt William ließ Strong ihn in das St Bartholomew’s Hospital einweisen und sie bezahlten für die viermonatige Behandlung dort. Die Brüder fanden auch Arbeit für ihn in einer Apotheke, die Freunde von ihnen betrieben. Er kümmerte sich 1766 um den Fall von Mary Hylas und befreite 1770 Thomas Lewis. Schließlich erkämpfte er 1768 vor Gericht, beim Richter (Lord Chief Justice) William Murray, Lord Mansfield, Jonathan Strongs Freiheit.
Dies gelang auch im Fall von James Somerset am 22. Juni 1772. Sommerset war ein Sklave des Zollbeamten Charles Stewart in Boston, der ihn im November 1769 mit nach England nahm und von dem er zwei Jahre später flüchtete. Nachdem er wieder gefasst und wieder verkauft werden sollte, konnte ein Gerichtsverfahren vor der King’s Bench eingeleitet werden. Mit dem Urteil  konnten der fortschrittliche Richter und Sharp dessen Rückkehr in die Sklaverei auf Jamaika verhindern, was ein erster, wichtiger Schritt auf dem Weg zum Verbot des Sklavenhandels war. Für die ungefähr 14.000 Sklaven in Großbritannien war es ein wegweisendes Urteil, da es festhielt, dass Versklavung gegen das britische Recht sei und demnach ihre Freilassung durch ein habeas-corpus-Verfahren verlangt werden konnte. 
Bereits 1769 veröffentlichte Sharp seine erste Schrift gegen die Sklaverei A Representation of the injustice and dangerous tendency of admitting the least claim of private property in the persons of men, in England. Sie brachte ihn in Kontakt mit dem nordamerikanischen Quäker und Lehrer Anthony Benezet und dem methodistischen Prediger John Wesley. Über den ehemaligen Sklaven Olaudah Equiano wurde er über das tragische Schicksal der vielen Sklaven im atlantischen Sklavenhandel besser informiert. Durch Equiano half er auch John Annis, dessen Besitzer William Kirkpatrick ihn in die Karibik zurückschicken wollte.
1783 versuchte Sharp vergeblich im Prozess gegen den Kapitän Luke Collingwood, der 132 oder 133, teils erkrankte und geschwächte, Sklaven auf der Passage des Sklavenschiffes Zong über den Atlantik über Bord geworfen hatte, um die Versicherungssumme zu kassieren, das Betrugsverfahren in eine Mordanklage umzuwandeln. Weitere ca. 70 waren in Verzweiflung über Bord gesprungen oder an Krankheiten und Verletzungen gestorben. 
Gemeinsam mit Thomas Clarkson und zehn weiteren Personen gründete er schließlich 1787 die Gesellschaft zur Abschaffung des Sklavenhandels (englisch: Society for Effecting the Abolition of the Slave Trade). William Wilberforce unterstützte er im britischen Parlament bei seinen Aktivitäten gegen die Sklaverei.
Der Versuch, in Sierra Leone mit Granville Town einen sicheren Ort für befreite Sklaven aus England und Kanada zu schaffen, scheiterte 1789 als König Jimmy der Ethnie Koya Temne die entstandene Siedlung abbrennen ließ. Die vielfältigen Aktivitäten der Abolitionisten trugen aber maßgeblich zur Abschaffung des Sklavenhandels im Britischen Weltreich im Jahr 1807 bei. Neben seinem Kampf gegen die Sklaverei setzte er sich für die Rechte der Arbeiter ein, schrieb einige Aufsätze im Bereich der Bibelkritik und war Mitbegründer der British and Foreign Bible Society (deutsch: Britische und ausländische Bibelgesellschaft) und der Society for the Conversion of Jews (Gesellschaft für die Konversion der Juden). Sharp blieb Zeit seines Lebens unverheiratet.

## Gedenken und Ehrungen
- Sein Grab befindet sich auf dem Friedhof der All Saints Church im Londoner Stadtteil Fulham.
- In der Westminster Abbey wurde ihm ein Gedenkstein, gestaltet von Francis Chantrey, im Bereich der Poeten errichtet.[11][12]
- Verschiedene Künstler haben Porträtbilder von Sharp angefertigt, namentlich bekannt sind:[13]
  - George Dance, 1794 in Bleistift.
  - William Daniell, 1794 und 1809 publiziert.
  - Barak Longmate, publiziert 1818 durch John Nichols.

## Schriften
- A Representation of the injustice and dangerous tendency of admitting the least claim of private property in the persons of men, in England, etc., London 1769.
- An Appendix to the Representation of the injustice and dangerous tendency of tolerating slavery, etc., London 1771/1772.
- The Just Limitation of Slavery in the laws of God, compared with the unbounded claims of the African Traders and British American Slaveholders, London 1776.
- The Law of Liberty, or, Royal Law, by which all mankind will certainly be judged! Earnestly recommended to the serious consideration of all slave-holders and slavedealers, London 1776.
- The Law of Passive Obedience, or Christian submission to personal injuries; wherein is shewn, that the several texts of Scripture which command the entire submission of servants or slaves to their masters, cannot authorize the latter to exact an involuntary servitude, nor ... justify the claims of modern Slaveholders, London 1776?
- The Law of Retribution; or, a serious warning to Great Britain and her colonies, founded on unquestionable examples of God's temporal vengeance against tyrants, slave-holders and oppressors, London 1776.
- Short Sketch of temporary regulations ... for the intended settlement on the Grain Coast of Africa, near Sierra Leona, London 1786.
- Extract of a Letter to a Gentleman in Maryland; wherein is demonstrated the extreme wickedness of tolerating the Slave Trade, etc., J. Phillips, London 1793.
- Remarks on the uses of the Definitive Article in the Greek text of the New Testament; containing many new proofs of the Divinity of Christ from passages which are wrongly translated in the common English Version, Durham 1798.
- Serious Reflections on the Slave Trade and Slavery, London 1805 (geschrieben bereits 1797).
- The System of Colonial Law, compared with the Eternal Laws of God; and with the indispensable principles of the English Constitution, Extract of a letter, 3. Oktober 1806, London 1807.